# 城前明新宮
城前明新宮，前身城前保龍宮，臺灣澎湖縣廟宇，白沙鄉城前村公廟，瓦硐澳角頭廟之一，主祀文衡帝君與朱府王爺。廟宇法師流派為「普庵派之玉皇勅旨雷令支派」。:60–62

## 沿革
「城前」位於北山嶼南端，與澎湖本島馬公市的「後窟潭」、「西衛」隔海相望。明朝天啟四年（1624年）間，明軍為驅逐據守媽宮風櫃尾城的荷蘭東印度公司軍隊，故於北山嶼港底與鎮海:132、大山嶼紅木埕（約今白沙鄉講美村與鎮海村、馬公市朝陽里）一帶築造石城，以圍堵、阻斷航運方式，達到荷蘭東印度公司放棄風櫃尾城之目的。
「城前」位於明軍築城所在地的南方，故而得名「城前」，此外早期尚有「城後」、「城頂」等異稱；台灣清領時期乾隆32年（1767年）付梓的《澎湖紀略》中，該地已載作「城前社」；1945年二戰結束之後，兩度被講美村、鎮海村不同的村莊合併，後又獨立一村維持迄今。
根據城前明新宮內立於民國77年（1988年）的碑文所述，明新宮前身為土地公祠，初名保龍宮，日治時期大正13年（1924年），善士蕭亨發鑒於香火絡繹不絕，乃貸款重建新廟，並將廟宇遷建於今址，新落成的廟名也更易為「明新宮」。
同年，城前另有一陳姓善士在海上遇難、幸而得布袋嘴的朱府王爺顯靈庇佑而脫險，為表達神恩銘謝之意，遂雕鑄朱府王爺金身，迎奉至明新宮孜座。
大正14年（1925年），逢代天巡府遊經隘門（今湖西鄉隘門村）海岸，城前弟子前往迎駕，明新宮增祀李府千歲、池府千歲。
民國49年（1960年），城前明新宮傾圯、受白蟻所害，村人蕭佛讚、歐其杯、林禎益、林天賜等重建廟宇。民國65年（1976年），村廟復因老舊破損，又有林水龍、林禎福、蕭正益、蕭長萬等發起重修募款，重建過程一度受限經費而停工，信女歐氏遂提議蕭東清組織重修委員會，各處奔走戮力募款，聘請後窟潭大木匠師葉根壯（1932年－2014年）主持工程，明新宮終順利於民國77年（1988年）竣工。:33

## 圖輯

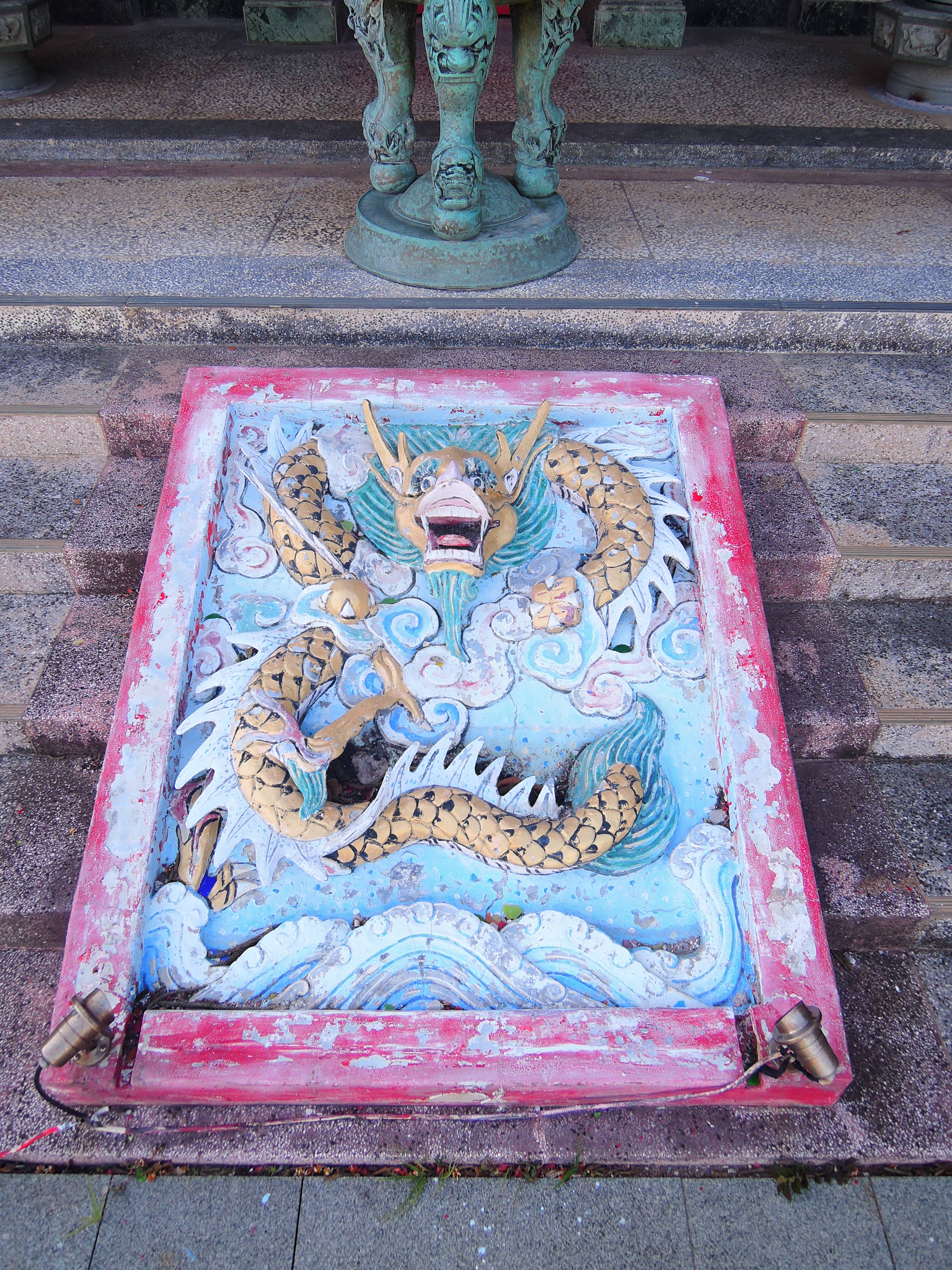
御龍石
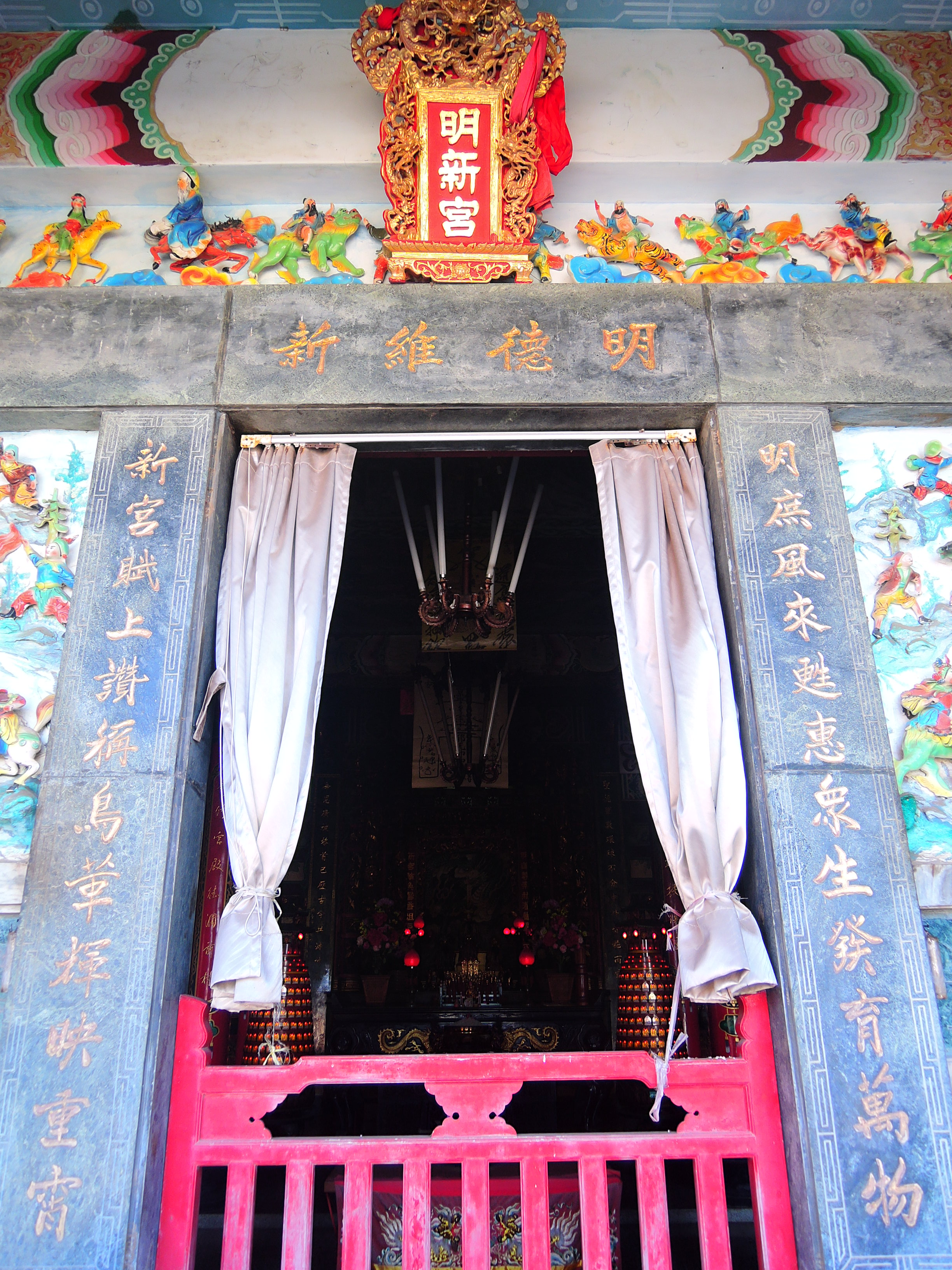
入口與廟名額
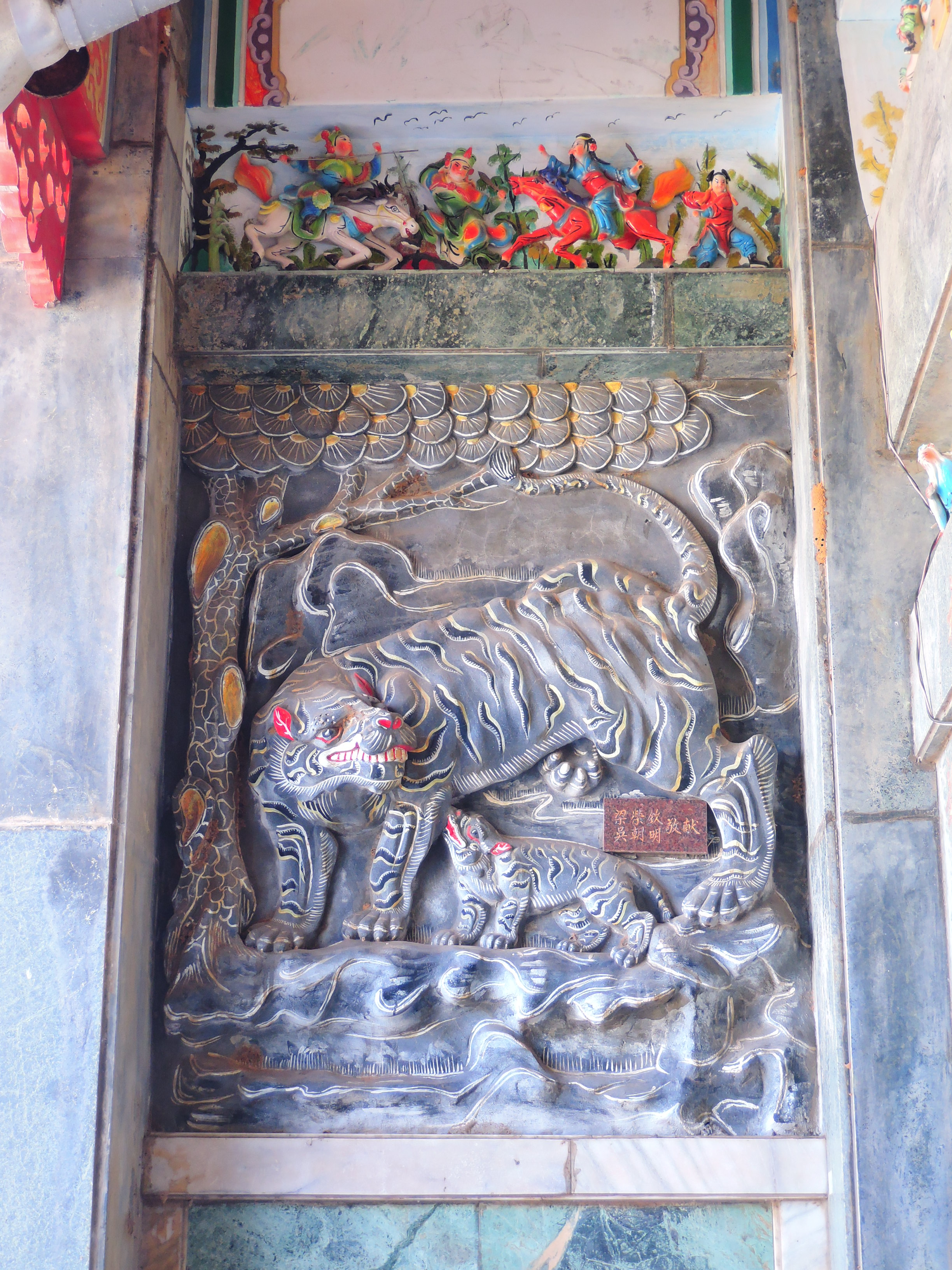
虎堵
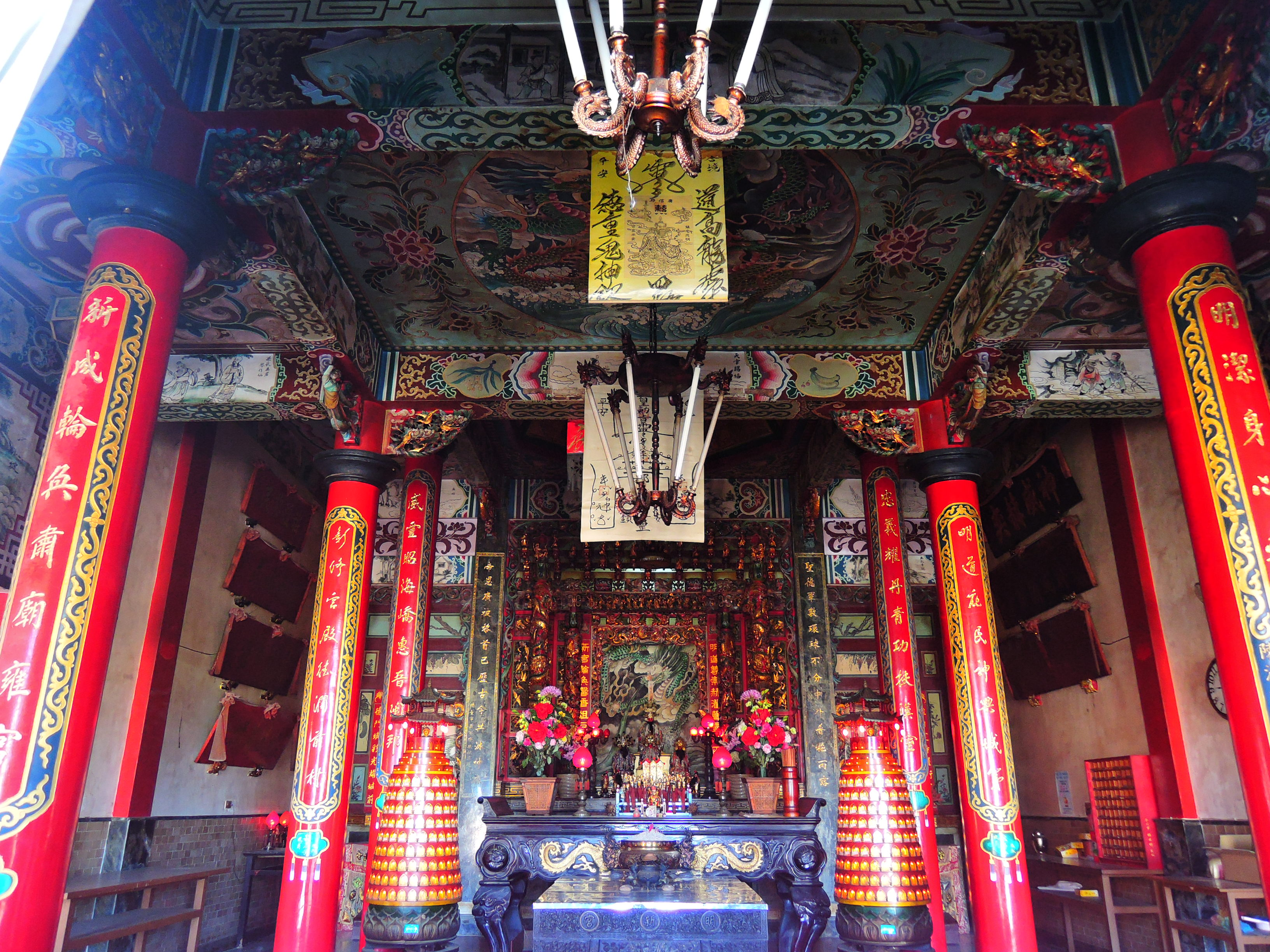
神明廳
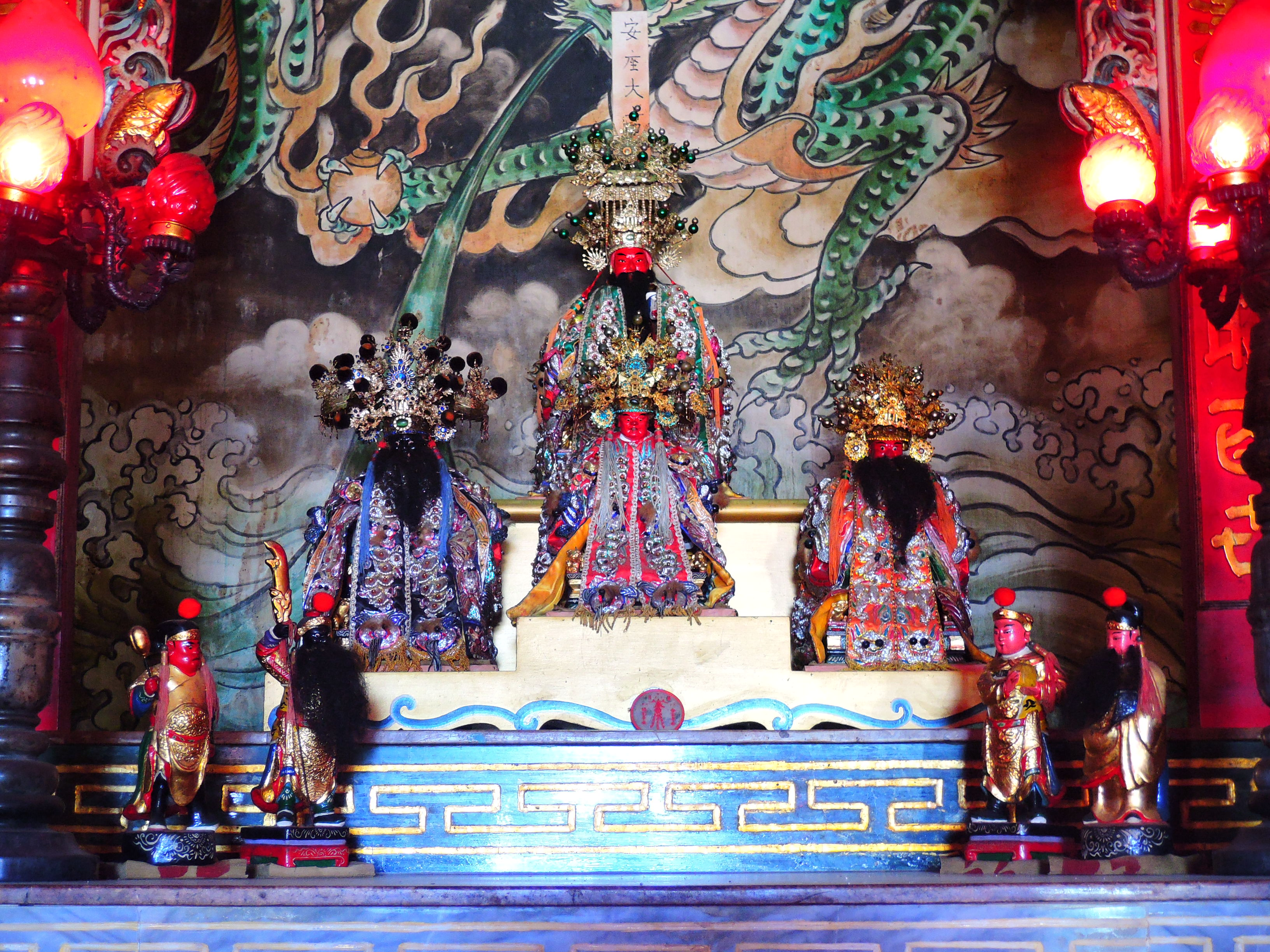
正殿神像
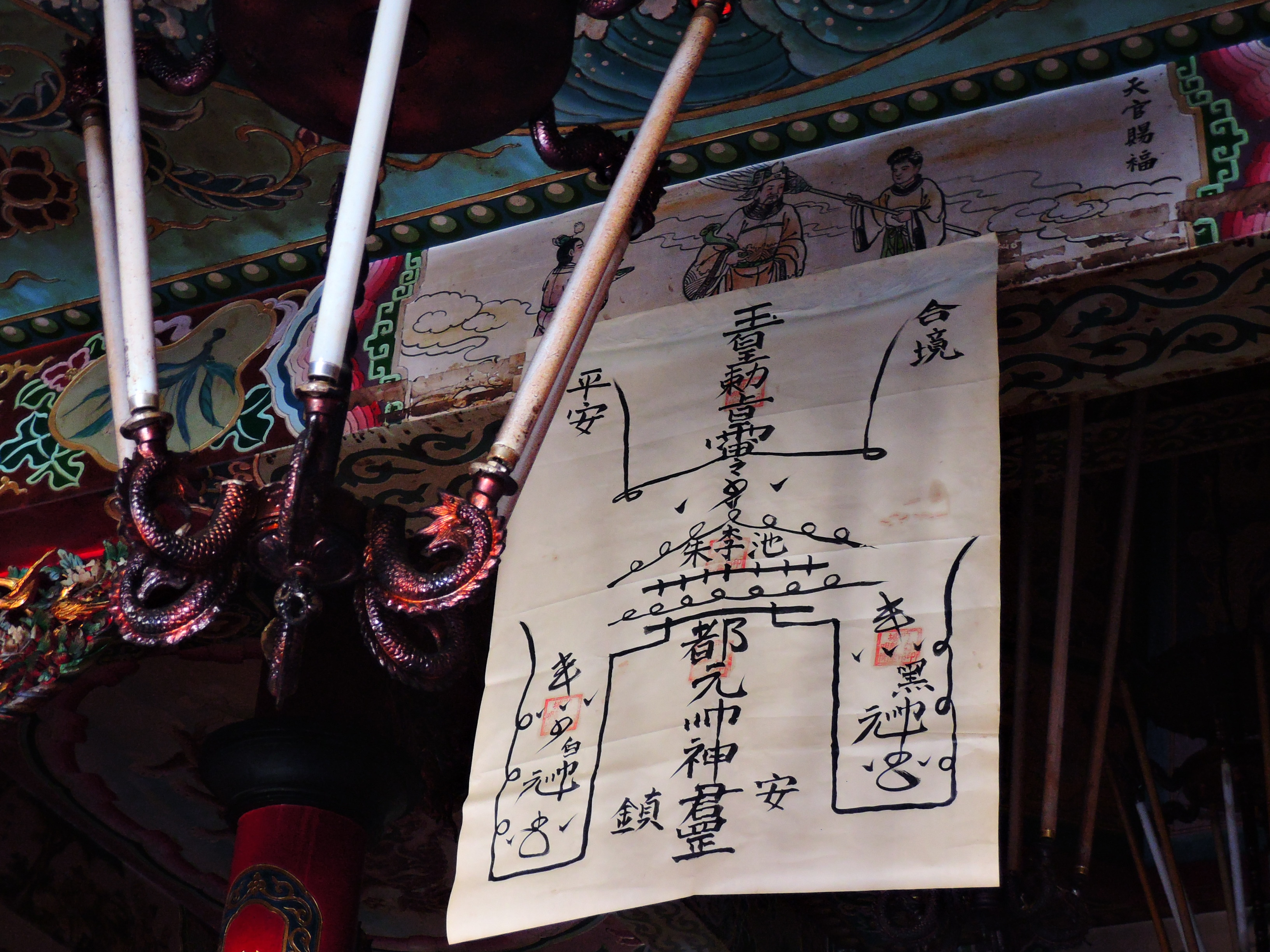
大符雷令
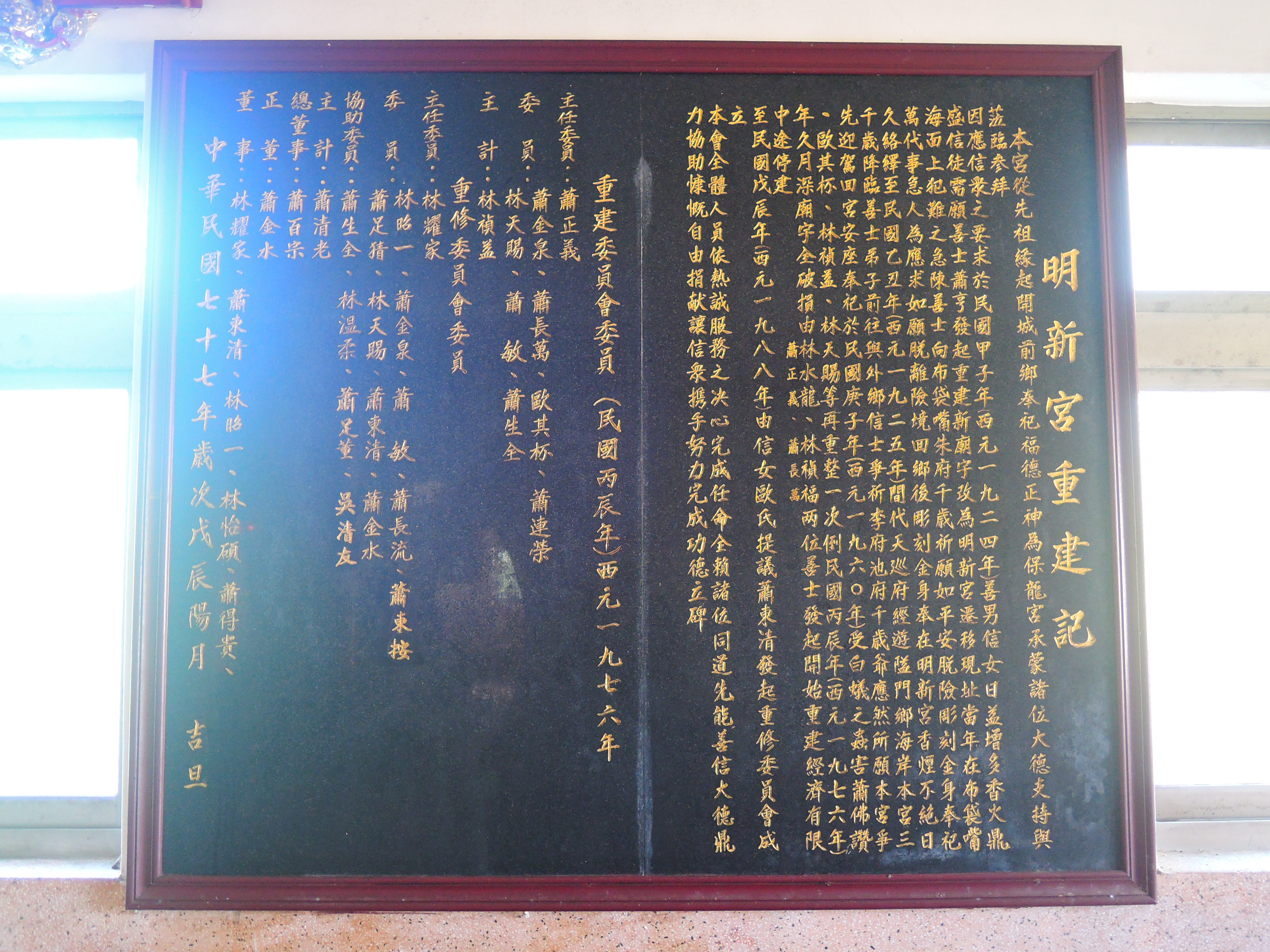
〈明新宮重建記〉，1988年